# Железнодорожная линия Резекне II — Зилупе
Железнодорожная линия Резекне II — Зилупе (официально: «Резекне II — Зилупе — гос. граница») — однопутная неэлектрифицированная железнодорожная линия протяжённостью 59 километров. Соединяет города Резекне и Зилупе в Латгалии, Латвия. Далее пересекает границу Латвии и уходит в Россию. Первая станция на территории России — разъезд Посинь (Санкт-Петербург — Витебский регион Октябрьской железной дороги).

## История
Линия Резекне II — Зилупе открыта 11 сентября 1901 года, в составе линии Москва — Крейцбург Московско-Виндавской железной дороги.

## Современное состояние
По состоянию на 2014 год по линии курсируют две пары пассажирских дизельных поездов маршрута Рига — Зилупе в день (в 1990 гг было три пары) и одна пара маршрута Рига — Резекне II по выходным дням. Также линию Резекне II — Зилупе использует международный поезд Рига — Москва. Грузовые составы, по графику 2013—2014 гг, курсируют по линии в количестве до 17 пар в сутки в обоих направлениях.

## Станции и остановочные пункты
| Километраж | Наименование   | Код    | Местонахождение |
| ---------- | -------------- | ------ | --------------- |
| 0,0        | ст. Резекне II | 113105 | г. Резекне      |
| 7          | ст. Таудеяни   | 113020 |                 |
| 12         | ст. Цирма      | 113016 |                 |
| 24         | ст. Лудза      | 113001 | г. Лудза        |
| 33         | ст. Исталсна   | 112920 |                 |
| 44         | ст. Нерза      | 112916 |                 |
| 50         | о.п. Бриги     | 112935 |                 |
| 55         | ст. Зилупе     | 112901 | г. Зилупе       |

## Закрытые станции и остановочные пункты
| Километраж | Наименование    | Код | Местонахождение |
| ---------- | --------------- | --- | --------------- |
| 18         | о.п. Звиргздене |     |                 |
| 30         | о.п. Иснауда    |     |                 |
| 39         | о.п. Гертани    |     |                 |